# Dasyscyphus aureus
Dasyscyphus aureus är en svampart som beskrevs av Graddon 1986. Dasyscyphus aureus ingår i släktet Dasyscyphus och familjen Hyaloscyphaceae.   Inga underarter finns listade i Catalogue of Life.